# ミール・ドッキングモジュール

ミール・ドッキングモジュールのイラスト。くっついている2つの箱はミール用の太陽電池である。

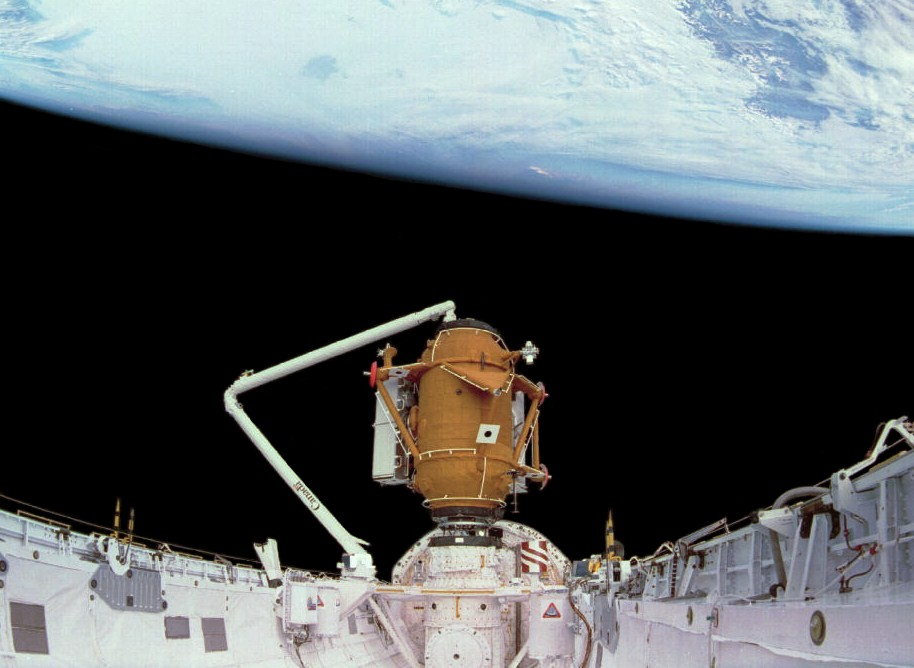
ドッキングの準備でアトランティスと結合するMDM

MDM（橙）がスペースシャトルとドッキングしている様子

ミール・ドッキングモジュール(Mir Docking Module、ロシア語:Stykovochnyy Otsek)は、ミールに向けて打ち上げられた6番目のモジュールである。スペースシャトル・アトランティスによるSTS-74ミッションで1995年11月12日に打ち上げられ、11月15日にミールとドッキングした。

## 仕様
- 長さ:5m
- 直径:2.9m
- 離陸時質量4,090kg

## 概要
ミール・ドッキングモジュールは、キャンセルされたミール2用として1992年に設計されていたものをベースとしている。この時の設計は、ブランがドッキングするためのドッキング区画と、エアロックを兼ねた設計であり、その後、ISSのDC-1ピアースとして実現した。シャトル・ミール計画が開始されるとエンジニア達はシャトルをミールにドッキングさせるにはクリスタルモジュールを移設しなければならないことに気が付いた。STS-71で行われたミールとシャトルの最初のドッキングでは、ミールの太陽電池とシャトルの間に十分な間隔を開けるため、クリスタルモジュールを移動させる作業が延々と続けられた。ミールの各モジュールをミール・コアモジュールの別のポートに移動させるために、クリスタルのLyappa armが装備されていたが、もしこれが故障すれば移設できなくなることも懸念された。これらを考慮して、ミール・ドッキングモジュールは、クリスタルを移設することなく、スペースシャトルのために十分なスペースを確保するために開発された。
ミール・ドッキングモジュールは2つのAPAS-89ドッキングポートを両端に備えており、1つはクリスタルのAPASポートに結合し、もう1つはシャトルのドッキングのために使われた。また、ミール・ドッキングモジュールは独自の熱制御システム、テレビ送信装置、遠隔測定装置(テレメトリシステム)を備えていた。

## 太陽電池
シャトルとのドッキング場所として使用される他に、ミール・ドッキングモジュールは2つの太陽電池パネルの運搬機としても使われた。
1つはMir Cooperative Solar Array (MCSA)で、もう1つは全てロシアが開発した太陽電池アレイである。MCSAはシャトル・ミール計画の第1フェーズで用いられ、アメリカ航空宇宙局とロシアが将来の国際宇宙ステーションのための設計試験を行うために共同で設計し、1996年5月にクバント1モジュールに設置し、展開された。このパネルは長さ18m、幅2.7mでロシア製のフレームに、アメリカ製の42枚のパネルを設置したもので、6.7 kWの発生電力が得られた。
ロシア製の太陽電池アレイの方は、クバント1に設置されていたクリスタルから移設していた古い太陽電池と交換する形で、1997年11月にクバント1に設置された。このアレイは当初、プリローダに設置して打ち上げる予定だったが、設計変更でキャンセルされたものであった。